# La Roche-de-Rame
La Roche-de-Rame (okzitanisch La Ròcha de Rama) ist eine französische Gemeinde im Département Hautes-Alpes in der Region Provence-Alpes-Côte d’Azur. Sie gehört zum Kanton L’Argentière-la-Bessée im Arrondissement Briançon.
Die Gemeinde La Roche-de-Rame liegt an der oberen Durance. Sie grenzt im Norden an Saint-Martin-de-Queyrières und Villar-Saint-Pancrace, im Osten an Arvieux, im Süden an Saint-Crépin, im Südwesten an Champcella, im Westen an Freissinières und im Nordwesten an L’Argentière-la-Bessée.

## Bevölkerungsentwicklung
| Jahr                       | 1962 | 1968 | 1975 | 1982 | 1990 | 1999 | 2006 | 2018 |
| Einwohner                  | 596  | 601  | 653  | 726  | 702  | 678  | 788  | 813  |
| Quellen: Cassini und INSEE |      |      |      |      |      |      |      |      |

## Sehenswürdigkeiten
- Kirche Saint-Laurent, Monument historique

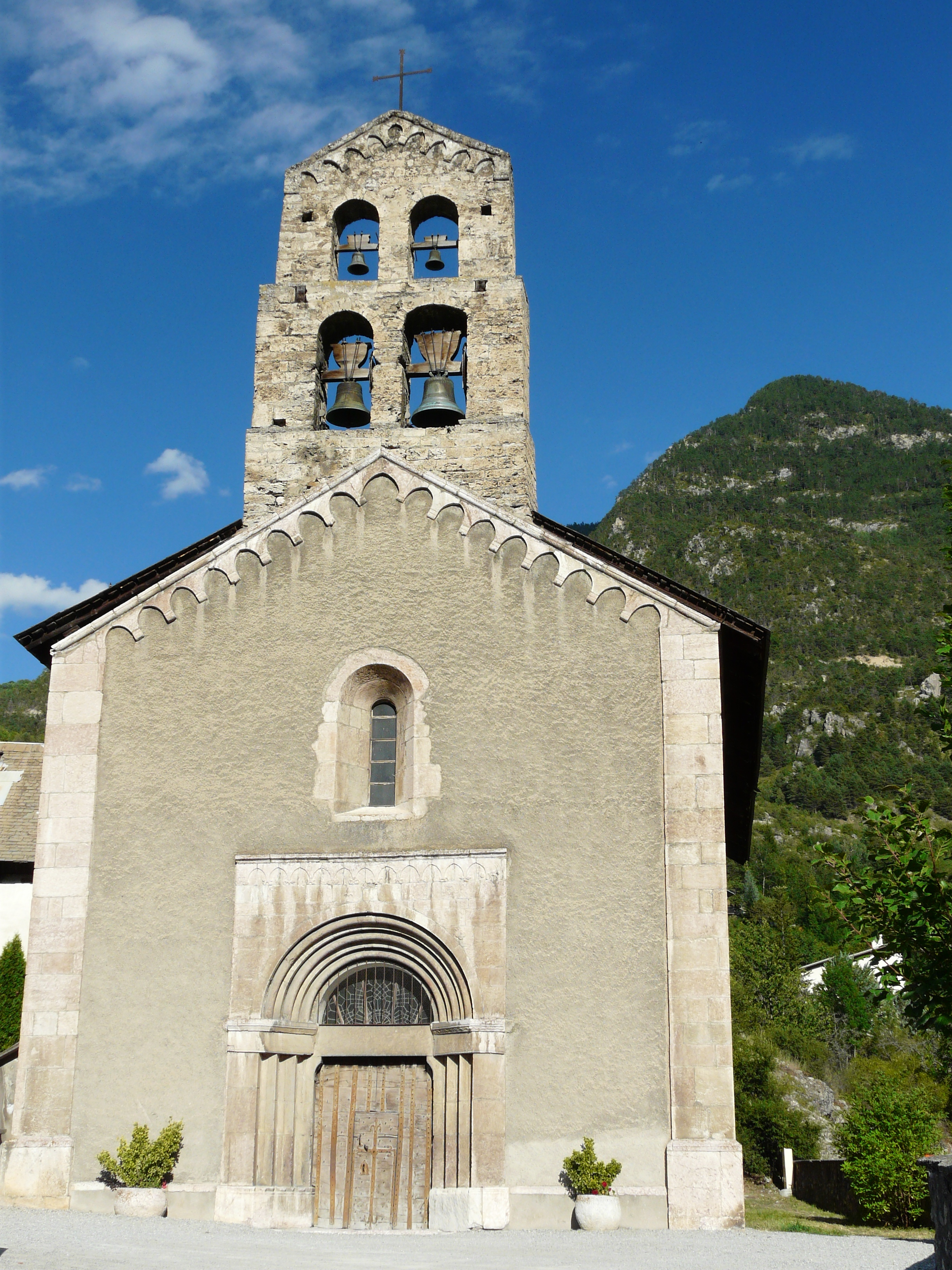
Kirche Saint-Laurent

## Persönlichkeiten
- Marie-Jean-François Allard (1806–1889), römisch-katholischer Ordensgeistlicher und Apostolischer Vikar von Natal
- Sylvie Schenk (* 1944), deutsch-französische Schriftstellerin, hat hier ihren Zweitwohnsitz.[1]